# キリストのエルサレム入城
『キリストのエルサレム入城』（きりすとのエルサレムにゅうじょう、仏: L'Entrée du Christ à Jérusalem、英: Christ's Entry into Jerusalem）は、17世紀フランスの画家シャルル・ルブランがキャンバス上に油彩で制作した絵画で、画家の死の前年の1688年に描かれた。イエス・キリストが受難の前にエルサレムに入る姿を表している。作品はパリのルーヴル美術館の所蔵であるが、1962年以来、フランス南東部にあるサン＝テティエンヌのサン＝テティエンヌ現代美術館に寄託されている。

## 作品
ルブランは、国王ルイ14世の首席宮廷画家としてヴェルサイユ宮殿やルーヴル宮殿の壁画、天井画装飾を行った。ニコラ・プッサンの古典主義様式とバロック様式を融合させ、フランス宮廷独自の古典主義絵画の理論的な基盤を形成した画家である。この絵画は、古典主義的なフリーズ (建築) 状の構成を基盤としている。
主題は、『新約聖書』中の「ヨハネによる福音書」(12章12-19節) 「マタイによる福音書」(21章1-11節)、「マルコによる福音書」(11章1-11節)、「ルカによる福音書」(19章28-38節) から採られている。キリストはガリラヤに戻ってから自身の死と復活を予告した後、過越祭を祝うためにロバにまたがりエルサレムに向かった。これは、『旧約聖書』の「ユダヤの王がロバに乗って、エルサレムにやってくる」という預言を成就させるためであった。
キリストは、神殿の南に位置する黄金門からエルサレムに入城した。キリストと使徒たちの一行を取り囲んだエルサレムの民は歓喜の声を上げ、ダヴィデの末裔であるキリストを祝福する「ホサナ。主の名によって来られる方に…」という歌を歌った。虐げられてきた民衆にとって救世主は唯一の望みだったのである。画面の群衆の中には、キリストに癒された病人や不具の人々がいるのが見える。人々は歓呼の声を上げながら、キリストの進む道に自身の衣服や木の枝を敷いている。左側の黄色い衣服の人物は木の枝を携えているが、聖書にある「野原から葉のついた枝を切って敷いた」と記されている木はシュロであると考えられる。場はどよめき、人々の間には歓喜の渦が広がってゆく。こうした感動と興奮のさまを、画家は鮮やかな色彩を用いて表現している。キリストは青い衣服を纏っているが、青色はキリスト教主題の絵画においては「天上の国」を象徴しているといわれる。